# Семь деяний милосердия (Мастер из Алкмара)

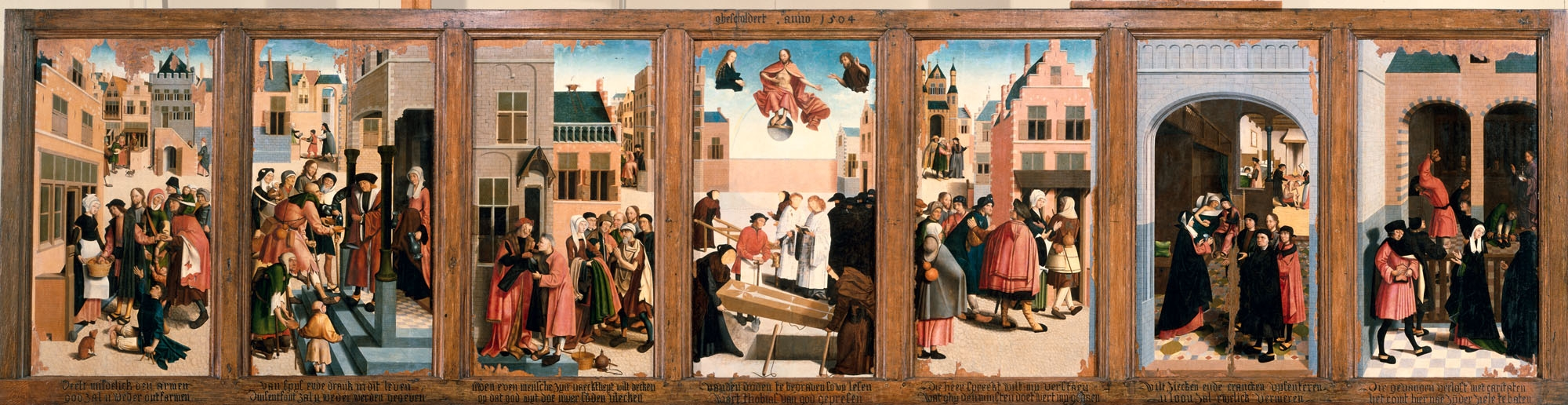
«Семь деяний милосердия»

«Семь деяний милосердия» (нидерл. De zeven werken van barmhartigheid) — полиптих нидерландского живописца, известного как Мастер из Алкмара (работал в начале XVI века). Посвящён делам милосердия. Создан в 1504 году. Хранится в Государственном музее в Амстердаме (инвент. номер SK-A-2815).
Полиптих состоит из семи деревянных панелей; написан маслом (размеры каждой панели составляют 101 × 54 см).

## История
Полиптих был написан по заказу регентов богадельни Святого Духа в Алкмаре; с 1574 года перенесен в церковь Св. Лаврентия в Алкмаре, где находился до 24 июня 1582 года. В июле 1918 года приобретен Государственным музеем в Амстердаме при поддержке Общества Рембрандта и фотокомисии у церковных старост церкви Св. Лаврентия. В 2004—2010 годах одолжен Музею Бойманса ван Бенингена, Роттердам.
Мастер, чье имя не установлено, изобразил семь дел милосердия, совершая которые, по учению католической церкви, человек мог спастись. Христианин должен накормить голодного, напоить жаждущего, одеть голого, похоронить умершего, приютить странника, позаботиться о больном и наведаться к заключенному. В таком порядке, слева направо, и расположены панели с изображёнными на них действиями.

## Описание

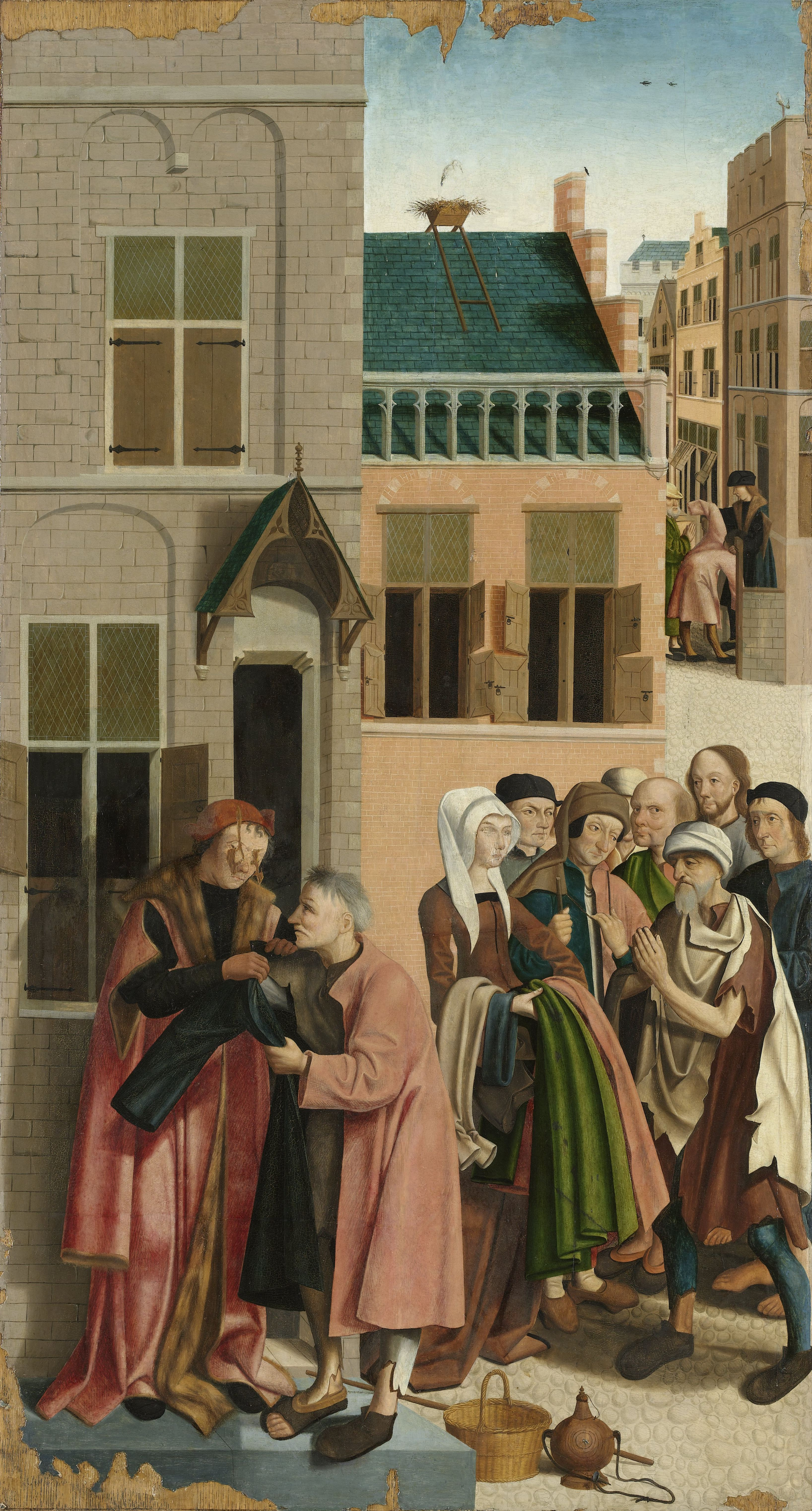
Третья панель

Художник подробно рассказывает про каждое действие — на первой панели изображена женщина, которая выносит из дома корзинку с хлебом, а муж раздает его нищим, калека, сидящий на земле и мальчик тянутся за булкой. На второй панели добрый горожанин разливает воду в плошки, которые подставили калеки, а благодетельная женщина преподносит наполненные кувшины. На третьей доске показан мужчина в лохмотьях, другой, хорошо одетый, одевает его в новый халат, а рядом, вероятно, жена сочувствующего раздает одежду нуждающимся. В центральной части полиптиха изображена сцена погребения умершего монахами и Страшный суд, который происходит на небе: Христос, восседающий на радуге, опершись ногами на земную твердь, по сторонам от которого стоят Богоматерь и святой Иоанн Креститель, повернувшиеся к нему. На пятой панели паломников, на шляпах которых закреплены раковины, приглашают в дом милосердные горожане. На шестой доске монахиня в монастырском лазарете дает лекарство больному, а другие больные ждут своей очереди, подальше в постели лежит мужчина, у которого врач считает пульс. На седьмой панели рассказывается о том, как к тюрьме приходят сочувствующие люди, чтобы утешить узников. Справа, под сводом тюрьмы, стоит Спаситель с увенчанным стеклянной сферой крестом, что символизирует Его власть над миром.
Иисус Христос также присутствует и на других композициях. Он изображен позади голодных, уставших, оборванных, путешественников, больных, но почти сливается с группами этих людей. Этим художник подчеркнул то, что, помогая страждущим, человек совершает богоугодные поступки. На задних планах большинства панелей изображены те же самые сцены, что и спереди, так закрепляется выраженная мысль, а заодно композиция разворачивается в глубину. Действие происходит в городе, архитектура которого выстраивает пространство в каждом из семи случаев. Сцены тщательно выписаны, яркие и проникнутые возвышенным настроением.